# Gabbro Crest
Gabbro Crest är en bergstopp i Antarktis. Den ligger i Västantarktis. Argentina och Storbritannien gör anspråk på området. Toppen på Gabbro Crest är 1 750 meter över havet.
Terrängen runt Gabbro Crest är kuperad åt nordväst, men åt sydost är den platt.  Trakten är obefolkad. Det finns inga samhällen i närheten. 